# Pedro Obiang
Pedro Mba Obiang Avomo oder kurz Pedro Obiang (* 27. März 1992 in Alcalá de Henares) ist ein spanisch-äquatorialguineischer Fußballspieler, der seit 2025 beim italienischen Verein AC Monza unter Vertrag steht.

## Karriere

### Verein
Pedro Obiang wurde in Alcalá de Henares, ca. 30 Kilometer von Madrid entfernt, geboren. Dort begann er bei den Vereinen CD Avance und AD Naya seine Karriere. Durch seine überragenden Leistungen wurde Atlético Madrid auf ihn aufmerksam und nahmen ihn in ihre Jugendmannschaft auf. Mit sechzehn Jahren verließ er Atlético Madrid, dies war das Mindestalter um in Europa den Verein zu wechseln. Obiang ging nach Italien zu Sampdoria Genua, spielte dort noch im Jugendteam, absolvierte aber auch die Vorbereitung der Profis für die Saison 2008/09. Trainer Walter Mazzarri nominierte ihn am 28. Januar 2009 erstmals für den Profikader gegen Lazio Rom, doch Obiang wurde nicht eingesetzt. Auch im darauffolgenden Spiel gegen Chievo Verona kam er nicht zu einem Einsatz.
Zur Saison 2009/10 kam er ins Primavera-Team des Vereins. Die Vorbereitung für die Saison 2010/11 schloss er mit zwei Toren aus sieben Spielen ab. Da sich während der Saison viele Mittelfeldspieler wie Stefano Guberti, Fernando Tissone und Paolo Sammarco verletzten, wurde er vom neuen Trainer Domenico Di Carlo in den Profikader hochgezogen. Am 12. September kam er beim 3:3-Unentschieden gegen Juventus Turin zu seinem Serie-A-Debüt, als er in der 58. Minute für Vladimir Koman eingewechselt wurde. Am Morgen vor dem Spiel hatte er gerade einen Fünfjahresvertrag bei Sampdoria unterschrieben.
Obiang gehörte auch zum 25-Mann-Kader für die UEFA Champions League 2010/11 und wurde für das Qualifikationsspiel gegen Werder Bremen nominiert, gehörte aber später nicht mal zu den Ersatzspielern. Nachdem die Qualifikation nicht gelungen war, gehörte er am 28. September für die UEFA Europa League 2010/11 gegen Debreceni VSC auch nur zum erweiterten Kader, bis er am 16. Dezember im Rückspiel gegen Debreceni VSC von Beginn an sein erstes Spiel in einem europäischen Wettbewerb bestritt und in der 72. Minute für Stefano Guberti ausgewechselt wurde. Sampdoria verlor mit 0:2. Zum Ende der Gruppenphase schied Sampdoria auch aus der Europa League aus. Auch in der Liga lief es alles andere als gut. Am Ende stieg Sampdoria Genua gar in die Serie B ab.

### Nationalmannschaft
Obiang spielte für die U-17- und U-19-Nationalmannschaft Spaniens. Am 5. Februar 2013 feierte er in einem Freundschaftsspiel gegen Belgien sein Debüt in der U-21.

## Erfolge
- Italienischer Zweitligameister: 2024/25